# Сук Ахрас (област)
Сук Ахрас (на арабски: ولاية سوق أهراس) е област на Алжир. Населението ѝ е 438 127 жители (по данни от април 2008 г.), а площта 4541 кв. км. Намира се в часова зона UTC+01. Телефонният ѝ код е +213 (0) 037. Административен център е Хеншела.